# Murguita del sur
Murguita del sur es una canción perteneciente a la banda argentina Bersuit Vergarabat, incluida en su cuarto álbum de estudio Libertinaje, editado en 1998.

## Letra
La canción está dedicada al cantante de Sumo, Luca Prodan. En un recital en el boliche Dr. Jekyll, Cordera llegó a decir que «este es el mejor homenaje a Luca que nos salió».[cita requerida] Los «cuatro ebrios» hacen referencia al resto de los integrantes de la banda: Germán Daffunchio, Alejandro Sokol, Ricardo Mollo y Diego Arnedo.
La canción hace referencia a su carácter de artista de culto, poco reconocido en su momento, pero con una enorme influencia sobre todo una generación de jóvenes que, aburridos con el modelo convencional de canciones del rock nacional, lo vio como «un héroe de otras tierras que lo viene a rescatar». También de cómo, con el paso del tiempo desde su muerte su fue convirtiendo en un mito, hasta el punto de que «Hoy su cara está en todas las remeras / es un muerto que no para de nacer».
Otra versión poca difundida declara que la canción en realidad está dedicada al revolucionario Argentino-Cubano "Che" Guevara, debido a citas que se pueden interpretar como fragmentos de su vida y su mito, como a la realidad Latinoamericana del siglo XX. «Cuatro ebrios se lo llevan al rockero / otra vez ha fracasado el funeral / en el barrio se relamen las pancartas / avivando el modelo para armar» indicaría el cómo luego de la muerte del guerrillero en 1967, en todo el continente se darían una serie de levantamientos populares reclamando por las injusticias del sistema económico. A su vez los cuatro ebrios serían los 4 militares que se tomaron una foto con el revolucionario antes de fusilarlo.
«Oficinas alistando predadores / en las radios invitando al festival / que recuerda por primera vez a un hombre / que la gente hoy está queriendo mas» está estrofa haría referencia a la preparación del Plan Cóndor para reprimir los reclamos populares de los años 70. «Con el tiempo se nos fue para la cresta / de una ola que no para de crecer / hoy su cara está en todas las remeras / es un muerto que no para de nacer» llegando a esta parte se hace más evidente el planteo con el último verso de la estrofa, siendo un reflejo de que pese a su asesinato el icono volvió como símbolo mediante la popularmente difundida imagen del Guerrillero Heroico.

## Personal
- Gustavo Cordera - voz
- Daniel Suárez - voz
- Germán Sbarbati - voz
- Alberto Verenzuela - guitarra
- Oscar Righi - guitarra
- Pepe Céspedes - bajo
- Juan Subirá - teclados
- Carlos E. Martín - batería

## Versiones
La cantautora argentina, Fabiana Cantilo realizó su versión en el disco Inconsciente colectivo (2005). La Benítez, banda de Río Grande, grabó una versión, cuyo videoclip está dirigido por Luis Camargo.